# United First Parish Church

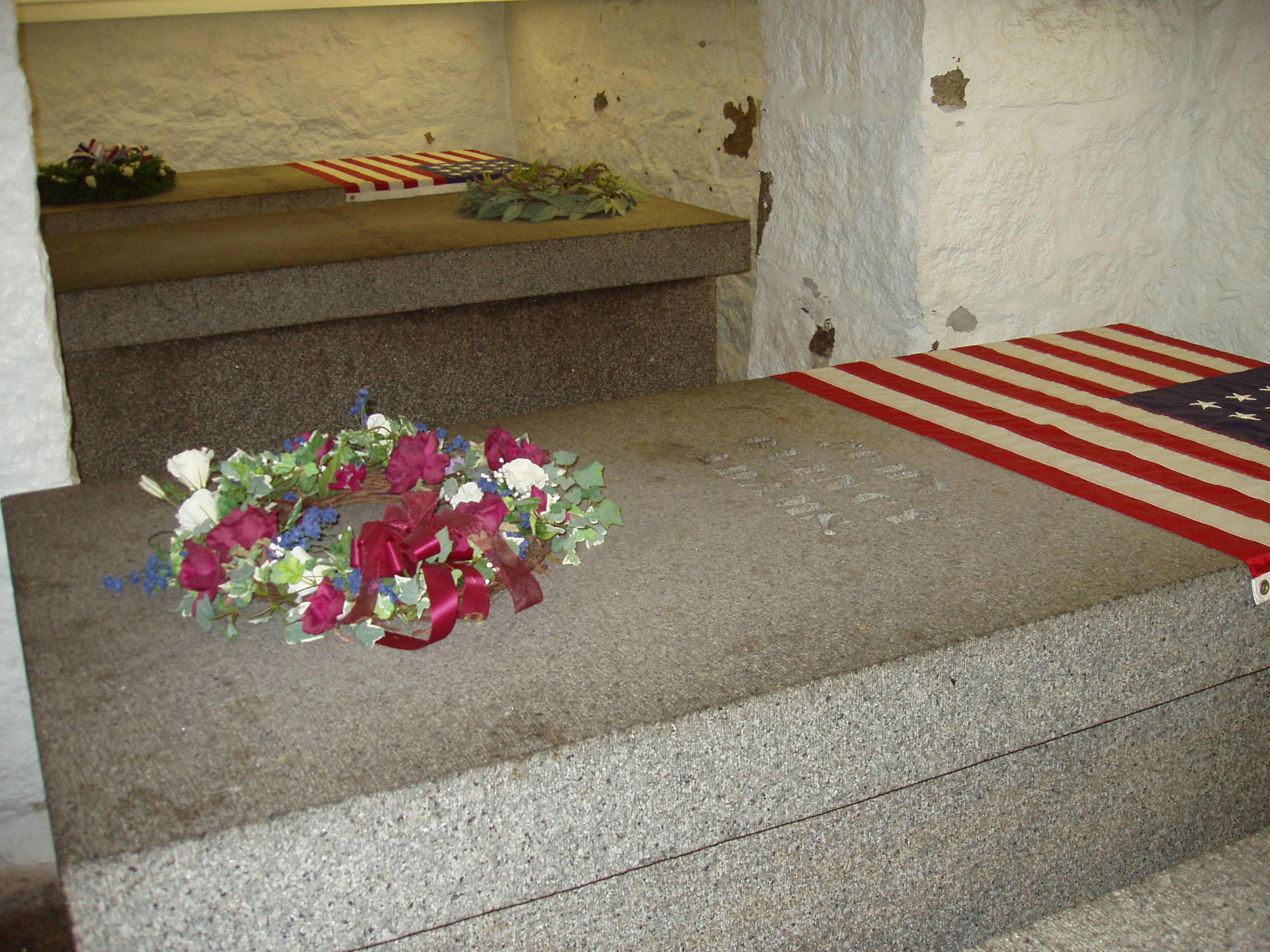
Grabstätten John Adams’ (links) und John Quincy Adams’ (rechts)

Die United First Parish Church ist eine unitarische Pfarrkirche in Quincy im Bundesstaat Massachusetts der Vereinigten Staaten. Sie wurde 1828 errichtet und 1970 als National Historic Landmark in das National Register of Historic Places eingetragen. Sie ist Grabstätte der US-Präsidenten John Adams und John Quincy Adams und daher auch als Church of the Presidents bekannt. In New Jersey gibt es ein profaniertes Kirchengebäude, das ebenfalls Church of the Presidents genannt wird, da dort mehrere US-Präsidenten zum Gottesdienst gingen.

## Architektur
Das 1828 fertiggestellte und 1889 um einen Ostflügel erweiterte Kirchengebäude wurde von Alexander Parris entworfen und besitzt zwei Stockwerke. Es besteht aus Quadersteinen aus blauem Granit und verfügt an der nach Westen ausgerichteten Vorderseite über einen mächtigen Portikus, der auf vier Säulen Dorischer Ordnung ruht. Diese sind 7,6 m hoch, wiegen geschätzte 25 Tonnen pro Stück und wurden jeweils aus einem einzigen Stein hergestellt. Sie sind konisch geformt, sodass ihr Durchmesser an der Basis größer ist als unter dem Kapitell. Ebenfalls bemerkenswert ist der auf dem Dach befindliche zweistöckige Uhrturm mit einer durch acht Säulen gestützten Kuppel. Der Innenraum des Gebäudes hat eine Grundfläche von rund 450 m².

## Historische Bedeutung
1826 bat die Gemeinde Alexander Parris, für sie ein Kirchengebäude zu planen und dessen Bau zu beaufsichtigen. Als Baumaterial sollte blauer Granit aus den nahegelegenen Steinbrüchen in Quincy verwendet werden. Ebenso wurde von der Gemeinde bestimmt, dass die Säulen des Portikus’ jeweils  als Monolith ausgeführt werden sollten. Die Kosten des Gebäudes mit Ausnahme der vier Säulen übernahm John Quincy Adams, dessen Familie der Steinbruch gehörte. Er schenkte der Gemeinde außerdem das erforderliche Grundstück. Für die monolithischen Säulen war der Adams-Steinbruch jedoch zu klein, sodass diese aus einem anderen Steinbruch stammen. Sie mussten jeweils mit 70 Ochsen zur Baustelle gezogen werden, und allein das Aufstellen kostete 1.000 US-Dollar (heute ca. 29.000 Dollar bzw. 27.200 Euro) pro Säule. Die gesamten Baukosten betrugen 30.488,56 Dollar (heute ca. 899.000 Dollar bzw. 830.400 Euro).
Am 1. April 1828 wurden die sterblichen Überreste von John Adams und seiner Frau Abigail in der Kirche beigesetzt. Am 10. Dezember 1852 folgte die Beisetzung von John Quincy Adams mit seiner Frau Louisa. Die Särge befinden sich in der Familienkrypta unterhalb der Kirche.
Das Bauwerk befindet sich weitgehend im Originalzustand und wurde von 1961 bis 1964 für 30.000 Dollar (heute ca. 262.000 Dollar bzw. 242.000 Euro) restauriert.
In den Vereinigten Staaten gibt es mit der Washington National Cathedral in Washington, D.C. lediglich ein weiteres Kirchengebäude, in dem ein US-Präsident – in diesem Fall Woodrow Wilson mit seiner Frau Edith Wilson – zur letzten Ruhe gebettet wurde.